# The Matrix (саундтрек)
The Matrix: Music from the Motion Picture — один з двох саундтрек-альбомів 1999 року з однойменного фільму. Другий — The Matrix: Original Motion Picture Score.

## Список композицій
| #   | Виконавець               | Композиція            | Протяжність |
| 1.  | Мерілін Менсон           | Rock Is Dead          | 03:11       |
| 2.  | Propellerheads           | Spybreak! (Short One) | 04:00       |
| 3.  | Ministry                 | Bad Blood             | 04:59       |
| 4.  | Роб Дуган                | Clubbed to Death      | 07:26       |
| 5.  | Meat Beat Manifesto      | Prime Audio Soup      | 06:17       |
| 6.  | Lunatic Calm             | Leave You Far Behind  | 03:13       |
| 7.  | The Prodigy              | Mindfields            | 05:40       |
| 8.  | Роб Зомбі                | Dragula               | 04:36       |
| 9.  | Deftones                 | My Own Summer         | 03:34       |
| 10. | Hive                     | Ultrasonic Sound      | 04:54       |
| 11. | Monster Magnet           | Look to Your Orb      | 04:42       |
| 12. | Rammstein                | Du hast               | 03:54       |
| 13. | Rage Against the Machine | Wake Up               | 06:03       |

## Композиції, що не увійшли до саундтреку
У фільмі також звучать твори Дюка Еллінгтона («I'm Beginning To See The Light»), Джанго Рейнарта («Minor Swing») і Massive Attack («Dissolved Girl»), які не увійшли до саундтреку.
Музика з трейлера до фільму є уривком з альбомної версії композиції «The Eyes of Truth» (7:12) музичного проекту Enigma. Уривок звучить на четвертій хвилині композиції.

## Поява композицій в фільмі
- «Dissolved Girl» — звучить з навушників Нео на початку фільму.
- «Dragula» і «Mindfields» — Нео зустрічається з Трініті в клубі.
- «I'm Beginning to See The Light» і «Minor Swing» — Нео приходить до Оракулу.
- «Leave You Far Behind» — поєдинок Нео з Морфеусом.
- «Clubbed to Death» — Нео з Морфеусом знаходяться в програмі з жінкою в червоному.
- «Prime Audio Soup» — команда Навуходоносора перший раз заходить в матрицю.
- «Spybreak!» — перестрілка в холі.
- «Wake Up» і «Rock Is Dead» — заключні титри.

## Чарти
| Країна          | Чарт                                                  | Позиція |
| --------------- | ----------------------------------------------------- | ------- |
| Австралія       | ARIA Charts                                           | 5       |
| Австрія         | Ö3 Austria Top 40                                     | 2       |
| Бельгія         | Ultratop                                              | 19      |
| Велика Британія | Official Charts Company                               | 16      |
| Іспанія         | Productores de Música de España                       | 13      |
| Канада          | Canadian Albums Chart                                 | 7       |
| Нідерланди      | Dutch Album Top 100                                   | 27      |
| Нова Зеландія   | Official New Zealand Music Chart                      | 5       |
| Норвегія        | VG-lista                                              | 2       |
| США             | Білборд 200                                           | 7       |
| Фінляндія       | Suomen virallinen lista                               | 6       |
| Франція         | Французька національна профспілка виробників фонограм | 12      |
| Швейцарія       | Schweizer Hitparade                                   | 11      |

## Сертифікації
| Регіон                                                                                          | Сертифікація | Продажі    |
| ----------------------------------------------------------------------------------------------- | ------------ | ---------- |
| Австралія (ARIA)                                                                                | Платиновий   | 70 000^    |
| Австрія (IFPI Austria)                                                                          | Золотий      | 25 000*    |
| Франція (SNEP)                                                                                  | Золотий      | 100 000*   |
| Японія (RIAJ)                                                                                   | Золотий      | 100 000^   |
| Нова Зеландія (RIANZ)                                                                           | Золотий      | 7500^      |
| Польща (ZPAV)                                                                                   | Золотий      | 50 000*    |
| Іспанія (PROMUSICAE)                                                                            | Золотий      | 50 000^    |
| Швейцарія (IFPI Switzerland)                                                                    | Золотий      | 25 000^    |
| Велика Британія (BPI)                                                                           | Золотий      | 100 000^   |
| США (RIAA)                                                                                      | Платиновий   | 1,460,000  |
| Підсумки                                                                                        |              |            |
| Європа (IFPI)                                                                                   | Платиновий   | 1 000 000* |
| *продажі, що базуються лише на сертифікаціях ^відвантаження, що базуються лише на сертифікаціях |              |            |